# Steatoda amurica
Steatoda amurica là một loài nhện trong họ Theridiidae.
Loài này thuộc chi Steatoda. Steatoda amurica được Embrik Strand miêu tả năm 1907.